# Estación de 1.º de Mayo

Plano de la Línea 1

1.º de Mayo es una estación de la Línea 1 del Metro de Sevilla situada en la avenida de Federico Mayo Gayarre, prolongación de Marqués de Pickman y perpendicular a Ronda del Tamarguillo. 
Al ser una de las estaciones construidas durante el primer proyecto de Metro en los años 70, posee cuatro bocas de acceso, dos en la acera de los números pares y otras dos en la de los impares, pero con el nuevo proyecto tan solo será abierta una de ellas, otra será usada como salida de emergencia y las otras dos permanecerán cerradas al exterior.
Cuenta con andenes laterales y ascensores para personas con movilidad reducida, escaleras mecánicas, venta de billetes manual y automática y sistema de evacuación de emergencia.
La estación de 1.º de Mayo, al igual que todas las construidas durante esa época, cuenta con una distribución espacial y diseño similares a las estaciones de los metros de Madrid y Barcelona.
Según varios proyectos iniciales, en un futuro tendrá conexión con la Línea 4 del metro en la estación de Clemente Hidalgo.

## Accesos
- Ascensor Av. Federico Mayo Gayarre, 31 (Frente calle Columela).
- Mayo Gayarre Av. Federico Mayo Gayarre, 31 (Frente calle Columela).
- Federico Mayo Gayarre, 19 (Esquina calle Candelilla).

## Líneas y correspondencias

### Servicios de metro
| << cabecera | < estación | línea | estación > | cabecera >>       |
| ----------- | ---------- | ----- | ---------- | ----------------- |
| Ciudad Expo | Gran Plaza |       | Amate      | Olivar de Quintos |

## Conexiones

### Autobuses urbanos
| N.º de parada | LÍNEA | Trayecto                      | Zona        |
| ------------- | ----- | ----------------------------- | ----------- |
| 315           | 5     | Santa Aurelia > Puerta Triana | Transversal |
| 315           | 24    | Doctora Oeste - Ponce de León | Radial este |
| 315           | 52    | Palmete > Gran Plaza          | Periférica  |
| 318           | 24    | Ponce de León > Doctora Oeste | Radial este |
| 318           | 52    | Palmete > Gran Plaza          | Periférica  |

- Paradas de autobuses urbanos (Varias líneas).
- Carril-bici y aparcamiento para bicicletas.

## Otros datos de interés
- Se encuentra próxima al Parque Amate.

- Recibe su nombre por el día internacional del trabajo